# Tomografia

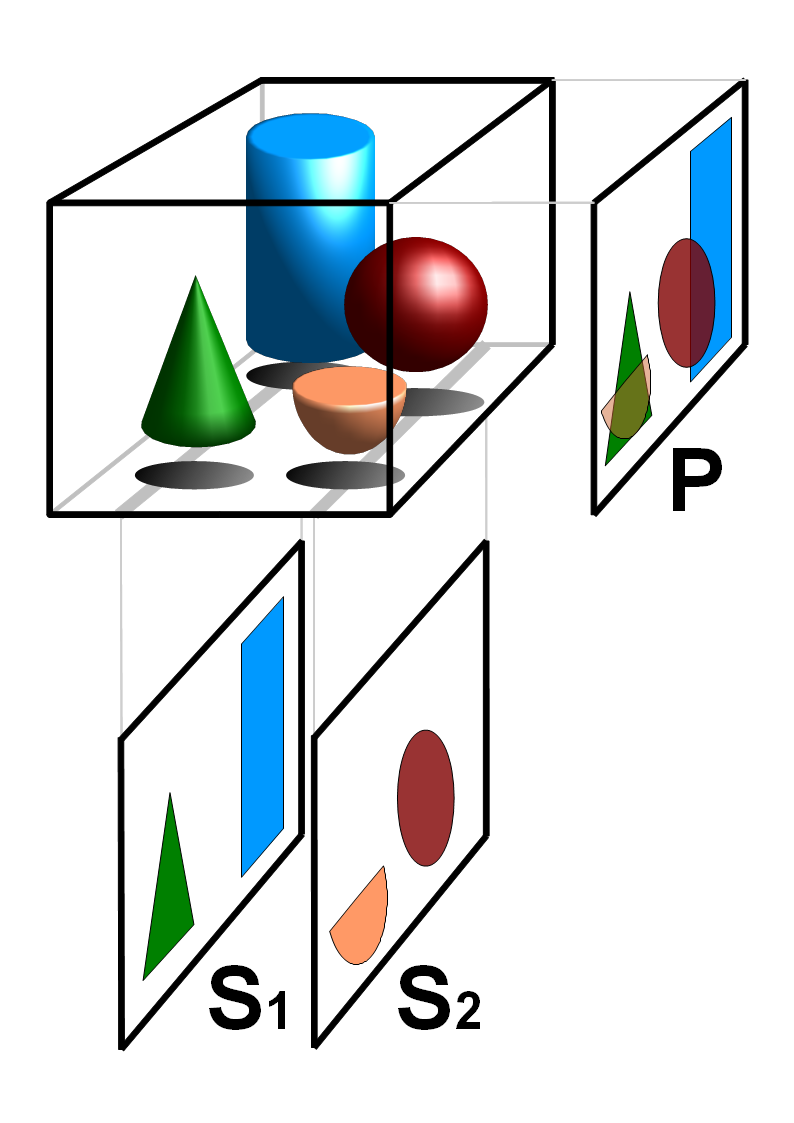
Principio di base della tomografia: sovrapposizione delle sezioni trasversali tomografiche S1 e S2 rispetto all'immagine proiettata (non tomografica) P.

Per tomografia (dal greco témnō, tagliare, o tómos, nel senso di "strato", e gráphó, scrivere) si intende la tecnica spettroscopica mirata alla rappresentazione a strati (del corpo umano o di campioni), in contrapposizione alla radiografia convenzionale la quale dispone sulla superficie bidimensionale della lastra tutto lo spessore del corpo o oggetto.
La tomografia trova impiego soprattutto in medicina ma anche in archeologia, geofisica, chimica e scienze dei materiali.
Sfruttando principi di geometria proiettiva, con la pendolazione del tubo radiogeno, tutti i piani al di sopra e al di sotto dello strato di interesse vengono eliminati. Sulla base di ciò, negli anni trenta il radiologo italiano Alessandro Vallebona propose la stratigrafia, o tomografia, come nuova metodica radiologica, soppiantata negli anni '80 dalle tecniche digitali.
Tecniche tomografiche sono:
- Tomografia assiale computerizzata
- Tomografia industriale computerizzata
- Ecotomografia
- Stratigrafia
- Tomografia computerizzata
- Imaging a risonanza magnetica
- Tomografia ad emissione di positroni
- Tomografia ad emissione di fotone singolo
- Tomografia ottica a coerenza di fase
- Tomografia ad impedenza elettrica
- Ortopantomografia (OPT)
- Zeeman-Doppler imaging